# 2023年环法自行车赛
2023年环法自行车赛是第110届环法自行车赛，于2023年7月1日从西班牙毕尔巴鄂发车，于7月23日在巴黎香榭丽舍大街完赛。珍宝-维斯玛车队的丹麦车手约纳斯·温格高自第6赛段起一直穿着黄色领骑衫，并最终以领先第二名7分29秒的优势连续第2年赢得总冠军，阿聯酋航空車隊的斯洛文尼亚车手塔德伊·波加薩爾和英国车手亚当·耶茨分获总成绩二、三名。
此外，比利时车手贾斯珀·菲利普森赢下4个赛段冠军并赢得积分排名冠军，意大利车手朱利奥·齐科内赢得最佳爬坡手，塔德伊·波加薩爾连续第4年赢下最佳年轻车手，比利时车手维克多·坎佩纳茨赢得敢鬥奖。约纳斯·温格高所在的珍宝-维斯玛赢得车队冠军。

## 赛前
2021年3月，赛会宣布将在西班牙毕尔巴鄂发车。此次比赛是环法历史上第二次在西班牙巴斯克地区首发，第一次要追溯到在巴斯克圣塞瓦斯蒂安首发的1992年环法。此次比赛还是环法连续第二年在法国境外首发，2022年比赛在丹麦哥本哈根发车。
2022年10月，赛会公布完整路线图，从西班牙毕尔巴鄂出发，于第3天进入法国境内，随后大致沿着东北方向行进。依次途径比利牛斯山脉、中央高原、阿尔卑斯山和孚日山脉。倒数第二赛段在靠近德法边境的马克斯坦结束。最后一天前往巴黎比赛，从国家自行车馆出发，终于香榭丽舍大街。
赛前的夺冠热门为2022年冠军、珍宝-维斯玛车队的约纳斯·温格高和2020、21年冠军、阿聯酋航空車隊的塔德伊·波加薩爾。
巴林勝利車隊为了纪念2023年6月在环瑞士自行车赛中意外身亡的车手吉諾·梅德，决定不用主将的61号号码，而使用62-69号的号码。

## 车队
此次赛事共有22支车队，18支UCI世界车队获得直接邀请，外加4支UCI职业车队。每支车队配8名车手。
UCI世界车队（直邀）
- AG2R雪铁龙（英语：AG2R Citroën Team）
- 欧倍青-德库尼克（英语：Alpecin–Deceuninck）
- Arkéa–Samsic（英语：Arkéa–Samsic）
- 哈萨克斯坦阿斯塔纳
- 博拉-汉斯格雅
- 科菲迪斯（英语：Cofidis (cycling team)）
- 英孚-易邮
- 安盟-FDJ
- 英力士掷弹兵
- Intermarché-Circus-旺蒂（英语：Intermarché–Circus–Wanty）
- 利多-崔克
- 移动之星
- 速的奥-快步
- 巴林勝利
- 帝斯曼-芬美意
- 杰科-埃尔奥拉（英语：Team Jayco–AlUla (men's team)）
- 珍宝-维斯玛
- 阿聯酋航空

UCI职业车队
- 乐透-Dstny（英语：Lotto–Dstny）（2022年排名领先）
- 以色列博泰（主办方外卡邀请）
- 道达尔能源（2022年排名领先）
- Uno-X Pro（英语：Uno-X Pro Cycling Team (men's team)）（主办方外卡邀请）

## 赛段一览
| 赛段 | 日期 | 路线（起—终）                        | 距离    | 类型   | 类型     | 赛段冠军                      | 总成绩第一              |
| ---- | ---- | ------------------------------------ | ------- | ------ | -------- | ----------------------------- | ----------------------- |
| 1    | 1日  | 毕尔巴鄂（西班牙）                   | 182km   |        | 中等山地 | 亚当·耶茨（英国）             | 亚当·耶茨（英国）       |
| 2    | 2日  | 維多利亞—圣塞瓦斯蒂安（西班牙）      | 209km   |        | 中等山地 | 维克托·拉菲（法國）           | 亚当·耶茨（英国）       |
| 3    | 3日  | 阿莫雷维耶塔-埃查诺（西班牙）—巴约讷 | 193.5km |        | 平地     | 贾斯珀·菲利普森（比利时）     | 亚当·耶茨（英国）       |
| 4    | 4日  | 達克斯—诺加罗                        | 182km   |        | 平地     | 贾斯珀·菲利普森（比利时）     | 亚当·耶茨（英国）       |
| 5    | 5日  | 波城—拉兰斯                          | 163km   |        | 山地     | 杰伊·辛德利（澳大利亚）       | 杰伊·辛德利（澳大利亚） |
| 6    | 6日  | 塔布—科特雷                          | 145km   |        | 山地     | 塔德伊·波加薩爾（斯洛文尼亚） | 约纳斯·温格高（丹麦）   |
| 7    | 7日  | 蒙德马桑—波尔多                      | 170km   |        | 平地     | 贾斯珀·菲利普森（比利时）     | 约纳斯·温格高（丹麦）   |
| 8    | 8日  | 利布爾訥—利摩日                      | 201km   |        | 丘陵     | 麦兹·佩德森（丹麦）           | 约纳斯·温格高（丹麦）   |
| 9    | 9日  | 圣莱奥纳尔-德诺布拉—多姆山           | 182.5km |        | 山地     | 迈克尔·伍兹（加拿大）         | 约纳斯·温格高（丹麦）   |
|      | 10日 | 克莱蒙费朗                           | 休息日  | 休息日 | 休息日   | 休息日                        | 休息日                  |
| 10   | 11日 | 维尔卡尼亚—伊苏瓦尔                  | 167.5km |        | 中等山地 | 佩洛·毕尔巴鄂（西班牙）       | 约纳斯·温格高（丹麦）   |
| 11   | 12日 | 克莱蒙费朗—穆蘭                      | 180km   |        | 平地     | 贾斯珀·菲利普森（比利时）     | 约纳斯·温格高（丹麦）   |
| 12   | 13日 | 罗阿讷—博若莱地区贝尔维尔            | 169km   |        | 中等山地 | 约恩·伊萨吉雷（西班牙）       | 约纳斯·温格高（丹麦）   |
| 13   | 14日 | 沙拉罗讷河畔沙蒂永—大科隆比耶山      | 138km   |        | 山地     | 克维亚特科夫斯基（波兰）      | 约纳斯·温格高（丹麦）   |
| 14   | 15日 | 阿讷马斯—莫尔济讷                    | 152km   |        | 山地     | 卡洛斯·罗德里格斯（西班牙）   | 约纳斯·温格高（丹麦）   |
| 15   | 16日 | 莱热—圣热尔韦莱班                    | 179km   |        | 山地     | 沃·普尔斯（荷兰）             | 约纳斯·温格高（丹麦）   |
|      | 17日 | 圣热尔韦莱班                         | 休息日  | 休息日 | 休息日   | 休息日                        | 休息日                  |
| 16   | 18日 | 帕西—孔布卢                          | 22.4km  |        | 个人计时 | 约纳斯·温格高（丹麦）         | 约纳斯·温格高（丹麦）   |
| 17   | 19日 | 圣热尔韦莱班—高雪維爾                | 166km   |        | 山地     | 费利克斯·加尔（奥地利）       | 约纳斯·温格高（丹麦）   |
| 18   | 20日 | 穆捷—布雷斯地区布尔格                | 185km   |        | 平地     | 卡斯珀·阿斯格伦（丹麦）       | 约纳斯·温格高（丹麦）   |
| 19   | 21日 | 穆瓦朗昂蒙塔涅—波利尼                | 173km   |        | 中等山地 | 马泰·莫霍里奇（斯洛文尼亚）   | 约纳斯·温格高（丹麦）   |
| 20   | 22日 | 贝尔福—马克斯坦                      | 133.5km |        | 山地     | 塔德伊·波加薩爾（斯洛文尼亚） | 约纳斯·温格高（丹麦）   |
| 21   | 23日 | 伊夫林地区圣康坦—巴黎香榭丽舍大街    | 115km   |        | 平地     | 乔迪·梅乌斯（比利时）         | 约纳斯·温格高（丹麦）   |
| 合计 | 合计 | 合计                                 | 3404km  |        |          |                               | 约纳斯·温格高（丹麦）   |

## 赛事经过

### 启程（1—3赛段）
2023年7月1日，比赛在毕尔巴鄂古根海姆美术馆拉开帷幕，第一赛段设计为绕一圈后回到毕尔巴鄂。在还剩7公里时，效力于阿聯酋航空車隊的亚当·耶茨和他的双胞胎兄弟、效力于杰科-埃尔奥拉车队的西蒙·耶茨冲出集团，最终亚当·耶茨领先西蒙·耶茨4秒过线。在亚当过线12秒后，塔德伊·波加薩爾率领的十余人小集团也冲过终点。
次日的第二赛段设计为从内陆的維多利亞至坎塔布里亚海滨的圣塞瓦斯蒂安，全长208.9公里，是本届环法最长的赛段。在最后一公里中，来自科菲迪斯车队的维克托·拉菲突围而出并率先冲线，范阿爾特和波加薩爾分获二、三名。科菲迪斯车队终结了自2008年以来的环法赛段冠军荒。
7月3日的第三赛段从西班牙巴斯克地区开始，穿过西法边境，至法国巴约讷结束，大多数路程贴近海岸线。在最后冲刺中，比利时车手贾斯珀·菲利普森以微弱优势胜出。贾斯珀·菲利普森因在冲刺中疑似别到范阿爾特而赛后受到重审，最终确定其没有违规。

### 第一周（4—9赛段）
7月4日的第四赛段为本届环法首次回到法国境内发车，终点设在法国首条永久性赛车赛道——诺加罗的保罗·阿马尼亚克赛道的大直道上。在赛车场的最后冲刺中发生了数起摔车事故，最终贾斯珀·菲利普森再次胜出。
第五赛段从先前的平地赛段来到了比利牛斯山的山地赛段。澳大利亚车手杰伊·辛德利在爬坡中一骑绝尘，最终领先第二名32秒完赛。而温格高则在该赛段甩开了其最大竞争对手波加薩爾，两人的差距从原先波加薩爾领先11秒一下子变成波加薩爾落后53秒。
第六赛段继续在比利牛斯山间进行，法国总统马克龙搭乘赛会车辆观赛并参与了颁奖仪式。温格高所在的珍宝-维斯玛车队几乎掌握了比赛节奏，车队的范阿爾特将其队友温格高护送到最后4.6公里。最后阶段的竞争在温格高和波加薩爾之间展开，波加薩爾在剩2.8公里时加速甩开温格高，以领先24秒的优势冲线，两人总成绩间的差距被缩短至25秒。
第七赛段转战平地，终点设置在波尔多的梅花广场前。马克·卡文迪什在冲刺中出现微小的飞轮故障，被贾斯珀·菲利普森险胜。
在第八赛段中，马克·卡文迪什遭遇摔车事故受伤退赛，结束了最后一次环法之旅。麦兹·佩德森在最后的集团冲刺中胜出。
第九赛段的终点设置在中央高原的火山穹丘多姆山之上，这是环法时隔35年再次回到这座火山穹丘。美国车手马特奥·乔根森在剩47公里时突围领骑。在终点前的山路上，加拿大车手迈克尔·伍兹在仅剩500米时反超乔根森夺冠。波加薩爾也在最后的山路上甩开温格高，将两人间总成绩的差距又迫近了8秒。

### 第二周（10—15赛段）
经过一天的休息日后，第十赛段的比赛在克莱蒙费朗附近的火山主题公园维尔卡尼亚出发，为中央高原的山地赛段。经过一系列的爬坡，最后冲刺的为6个小集团，他们和后方大部队保持着约3分钟的领先。德国车手格奥尔格·齐默尔曼在最后1公里冲到第一，巴林勝利車隊的佩洛·毕尔巴鄂紧紧咬住，并在最后200米冲刺夺冠，他将此次胜利献给去世的前队友吉諾·梅德。
第十一赛段回归平地，是冲刺手们在进入阿尔卑斯山前最后的争冠机会，从克莱蒙费朗先向北再向东至穆蘭。最后冲刺阶段迪伦·格罗内韦根率先发力，但最后100米被贾斯珀·菲利普森反超，贾斯珀·菲利普森夺得了他在本次环法的第4个赛段冠军。
在第十二赛段中科菲迪斯车队的约恩·伊萨吉雷以领先第二名58秒的优势单飞夺冠。
赛事接着进入连续三天的山地赛段。第十三赛段终点设在大科隆比耶山山顶。波兰车手克维亚特科夫斯基以47秒的优势率先冲线。而总成绩争夺者温格高和波加薩爾分别被各自的队友塞普·库斯和亚当·耶茨护送到临近终点时展开激烈争夺，波加薩爾领先过线，将两人差距迫近至9秒。
第十四赛段刚一开始就发生大规模摔车事件，致使比赛暂停后重新发车。在面对最后一个HC级爬坡时，阿聯酋航空車隊的亚当·耶茨和波加薩爾，珍宝-维斯玛车队的塞普·库斯和温格高、以及英力士車隊的卡洛斯·罗德里格斯等人组成了领先小集团，塞普·库斯将队友带到距离山顶4.5公里时先掉队；亚当·耶茨则将队友带到距离山顶3.5公里。之后温格高和波加薩爾形成双人竞争。波加薩爾在距山顶500米时发起冲击，但意外被前面的赛事组摩托车卡位而失去优势，温格高后发制人，抢到HC级爬坡的减秒（第1名8秒，第2名5秒）。在最后的下坡路段，卡洛斯·罗德里格斯反超二人获得赛段冠军，波加薩爾和温格高分别于2、3名过线（终点减秒第2名6秒，第3名4秒），两人间的时差变成10秒。赛后，两辆卡位的赛事摩托车组被停赛一天。
第十五赛段中，路边一观众撞到塞普·库斯的车把，塞普·库斯被带倒后引发主车群大规模连锁摔车。巴林胜利车队的沃·普尔斯以2分8秒的优势夺得赛段冠军。而温格高和波加薩爾两人则一同过线，依旧保持着10秒的时差。

### 第三周（16—21赛段）
第十六赛段为个人计时赛，温格高以压倒性得优势夺得赛段冠军，领先第二名波加查1分38秒，领先第三名范阿爾特2分51秒，创造了自2003年环法以来（不计兰斯·阿姆斯特朗）中最长的计时赛领先时间。至此，温格高也确立了在总成绩榜上多达1分48秒的领先优势。
第十七赛段为爬坡最严酷的“皇后赛段”。波加查在赛段初发生摔车，又在冲击最后的科爾德拉洛茲时体能崩盘，更是在队内无线电中喊出“I'm gone, I'm dead”（我完了，我要死了）。奥地利车手费利克斯·加尔一骑领先完成赛段，温格高则继续保持了竞技状态以第三冲线。波加查在队友马克·索莱尔的护送下艰难过线，总成绩上已被温格高拉开多达7分35秒。
第十八赛段回到平地冲刺赛段。4名车手形成突围小队，大部队在最后时刻发力试图追上。最终大部队在终点线前仅追上1人，速的奥-快步车队的卡斯珀·阿斯格伦带着另外双名突围车手率先冲线，冲刺积分最高的贾斯珀·菲利普森则位居第4。
第十九赛段最后一公里的冲刺中，本·奥康纳、卡斯珀·阿斯格伦和马泰·莫霍里奇的三人突围小队展开竞争，阿斯格林和莫霍里奇几乎同时过线，最后通过回看高速摄影确认莫霍里奇获胜。
倒数第二赛段（第二十赛段）为山地赛段，基本上是各车手在总成绩上拉开差距的最后机会。总成绩排名第4卡洛斯·罗德里格斯在下坡时带倒了总成绩排名第9的塞普·库斯，两人都挂彩继续比赛。齐科内抢下前4个爬坡点积分，提前锁定本届赛事的最佳爬坡手。在第5个爬坡积分点前，即将在2023年退役的阿尔萨斯本地车手蒂博·皮诺在数千名家乡同胞的沿道加油下，单人突围抢下积分。最后阶段，波加查、温格高等几人形成领先小队，阿联酋航空车队的亚当·耶茨将其队友波加查护送到终点前。波加查和温格高在马克斯坦的终点前展开最后冲刺，最终波加查更胜一筹抢到赛段冠军。温格高带着多达7分29秒的总成绩优势进入最后一天的巴黎赛段，蒂博·皮诺则被评上赛段敢斗奖。
最后一个赛段在巴黎香榭丽舍大街结束。乔迪·梅乌斯、贾斯珀·菲利普森、麦兹·佩德森和迪伦·格罗内韦根4人同时冲刺，回看高速摄影确认乔迪·梅乌斯以微弱优势赢得此赛段。

## 各赛段荣誉衫
| 赛段 | 总成绩第一 · | 积分第一 · | 最佳爬坡手 · | 最佳年轻车手 · | 最佳车队 ·   | 敢鬥奖           |
| ---- | ------------ | ---------- | ------------ | -------------- | ------------ | ---------------- |
| 1    | A·耶茨       | A·耶茨     | 鲍里斯       | 波加薩爾       | 珍宝-维斯玛  | A·耶茨           |
| 2    | A·耶茨       | 拉菲       | 鲍里斯       | 波加薩爾       | 珍宝-维斯玛  | 鲍里斯           |
| 3    | A·耶茨       | 拉菲       | 鲍里斯       | 波加薩爾       | 珍宝-维斯玛  | 皮尚             |
| 4    | A·耶茨       | 菲利普森   | 鲍里斯       | 波加薩爾       | 珍宝-维斯玛  | 科斯内弗鲁伊     |
| 5    | 辛德利       | 菲利普森   | 加尔         | 波加薩爾       | 珍宝-维斯玛  | 范阿爾特         |
| 6    | 温格高       | 菲利普森   | 鲍里斯       | 波加薩爾       | 珍宝-维斯玛  | 范阿爾特         |
| 7    | 温格高       | 菲利普森   | 鲍里斯       | 波加薩爾       | 珍宝-维斯玛  | 古列尔米         |
| 8    | 温格高       | 菲利普森   | 鲍里斯       | 波加薩爾       | 珍宝-维斯玛  | 图吉斯           |
| 9    | 温格高       | 菲利普森   | 鲍里斯       | 波加薩爾       | 巴林勝利     | 乔根森           |
| 10   | 温格高       | 菲利普森   | 鲍里斯       | 波加薩爾       | 巴林勝利     | 尼兰兹           |
| 11   | 温格高       | 菲利普森   | 鲍里斯       | 波加薩爾       | 巴林勝利     | 奥斯             |
| 12   | 温格高       | 菲利普森   | 鲍里斯       | 波加薩爾       | 巴林勝利     | 范德普尔         |
| 13   | 温格高       | 菲利普森   | 鲍里斯       | 波加薩爾       | 英力士掷弹兵 | 克维亚特科夫斯基 |
| 14   | 温格高       | 菲利普森   | 温格高       | 波加薩爾       | 英力士掷弹兵 | 齐科内           |
| 15   | 温格高       | 菲利普森   | 齐科内       | 波加薩爾       | 珍宝-维斯玛  | 佩蒂特           |
| 16   | 温格高       | 菲利普森   | 齐科内       | 波加薩爾       | 珍宝-维斯玛  | 个人计时赛不设   |
| 17   | 温格高       | 菲利普森   | 齐科内       | 波加薩爾       | 珍宝-维斯玛  | 加尔             |
| 18   | 温格高       | 菲利普森   | 齐科内       | 波加薩爾       | 珍宝-维斯玛  | 坎佩纳茨         |
| 19   | 温格高       | 菲利普森   | 齐科内       | 波加薩爾       | 珍宝-维斯玛  | 坎佩纳茨         |
| 20   | 温格高       | 菲利普森   | 齐科内       | 波加薩爾       | 珍宝-维斯玛  | 皮诺             |
| 21   | 温格高       | 菲利普森   | 齐科内       | 波加薩爾       | 珍宝-维斯玛  | 最后一日不设     |
| 最终 | 温格高       | 菲利普森   | 齐科内       | 波加薩爾       | 珍宝-维斯玛  | 坎佩纳茨         |

1. ↑  在第2赛段，因亚当·耶茨同时持有黄衫和绿衫，绿衫转由冲刺积分第二名西蒙·耶茨穿着。
2. ↑  在第15赛段，因约纳斯·温格高同时持有黄衫和圆点衫，圆点衫转由爬坡积分第二名尼尔森·鲍里斯（英语：Neilson Powless）穿着。

## 总成绩前十
| 排名 | 车手                          | 车队          | 用时        |
| ---- | ----------------------------- | ------------- | ----------- |
| 1    | 约纳斯·温格高（丹麦）         | 珍宝-维斯玛   | 82h 05' 42" |
| 2    | 塔德伊·波加薩爾（斯洛文尼亚） | 阿聯酋航空    | + 7' 29"    |
| 3    | 亚当·耶茨（英国）             | 阿聯酋航空    | + 10' 56"   |
| 4    | 西蒙·耶茨（英国）             | 杰科-埃尔奥拉 | + 12' 23"   |
| 5    | 卡洛斯·罗德里格斯（西班牙）   | 英力士掷弹兵  | + 13' 17"   |
| 6    | 佩洛·毕尔巴鄂（西班牙）       | 巴林勝利      | + 13' 27"   |
| 7    | 杰伊·辛德利（澳大利亚）       | 博拉-汉斯格雅 | + 14' 44"   |
| 8    | 费利克斯·加尔（奥地利）       | AG2R雪铁龙    | + 16' 09"   |
| 9    | 大卫·高杜（法國）             | 安盟-FDJ      | + 23' 08"   |
| 10   | 纪尧姆·马丁（法國）           | 科菲迪斯      | + 26' 30"   |